# (22571) Letianzhang
(22571) Letianzhang (1998 HA39) – planetoida z pasa głównego asteroid okrążająca Słońce w ciągu 3,35 lat w średniej odległości 2,24 j.a. Odkryta 20 kwietnia 1998 roku.